# Justin Lin
Justin Lin, pseudonimo di Yipin Lin (林詣彬T, 林诣彬S, Lín YìbīnP; Taipei, 11 ottobre 1971), è un regista, produttore cinematografico, produttore televisivo e sceneggiatore taiwanese naturalizzato statunitense.
È noto per aver diretto vari film della saga action Fast & Furious.

## Biografia
Lin nasce a Taipei, ma cresce in California, nella Contea di Orange. Ha debuttato da regista in Better Luck Tomorrow nel 2002, per proseguire con Annapolis, che ha ottenuto critiche contrastanti, tuttavia vendendo oltre 4 milioni di DVD.

### Il successo con la saga di Fast & Furious
È noto soprattutto per aver diretto quattro capitoli della popolare serie Fast and Furious: The Fast and the Furious: Tokyo Drift (2006), Fast & Furious - Solo parti originali (2009), Fast & Furious 5 (2011) e Fast & Furious 6 (2013).
Il 10 aprile 2013 il regista, tramite un comunicato, annuncia la volontà di lasciare la serie:
(Justin Lin)

### Progetti futuri
Nel novembre 2013 viene scelto per dirigere il sequel di The Bourne Legacy, previsto inizialmente per il 2015 e poi rimandato a data da definirsi a causa del ritorno di Matt Damon e Paul Greengrass al franchise con un nuovo capitolo incentrato su Jason Bourne. Nel gennaio 2014, viene annunciata la realizzazione della serie tv Scorpion, il cui pilot sarà diretto da Lin per il canale CBS. Sempre nel 2014 viene assunto per dirigere i primi due episodi della seconda stagione di True Detective e Star Trek Beyond, sequel di Into Darkness - Star Trek. Nel maggio del 2016 viene scelto dalla Warner Bros. per dirigere il sequel di Space Jam, salvo poi lasciare il progetto a Terrence Nance nell'agosto 2018. Il 26 ottobre 2017 viene richiamato dalla Universal Pictures e da Vin Diesel per dirigere gli ultimi due capitoli della saga di Fast and Furious, ovvero Fast & Furious 9 - The Fast Saga e Fast X in uscita rispettivamente nel 2021 e nel 2023: tuttavia, ad una settimana dall'inizio della produzione di Fast X, Lin abbandonò il progetto. La regia del decimo capitolo fu affidata a Louis Leterrier.

## Vita privata
Ha un figlio, Okwe.

## Filmografia

### Regista

#### Cinema
- Shoppings for Fangs (1997)
- Crossover (2000) – cortometraggio documentario
- Better Luck Tomorrow (2002)
- Spotlighting, co-diretto con Josh Diamond (2005) – cortometraggio documentario
- Annapolis (2006)
- The Fast and the Furious: Tokyo Drift (2006)
- Finishing the Game: The Search for a New Bruce Lee (2007)
- La revolución de Iguodala! (2007) – cortometraggio
- Fast & Furious - Solo parti originali (Fast & Furious) (2009)
- Fast & Furious 5 (Fast Five) (2011)
- It Has Begun: Bananapocalypse (2012) – cortometraggio
- Fast & Furious 6 (Furious 6) (2013)
- Star Trek Beyond (2016)
- Fast & Furious 9 - The Fast Saga (F9: The Fast Saga) (2021)

#### Televisione
- Community – serie TV, 3 episodi (2009-2014)
- Scorpion – serie TV, 1 episodio (2014-2018)
- True Detective, 2 episodi (2015)

### Produttore
- Crossover, regia di Justin Lin (2000) – documentario
- Better Luck Tomorrow, regia di Justin Lin (2002)
- Spotlighting, regia di Justin Lin e Josh Diamond (2005) – documentario
- La revolución de Iguodala!, regia di Justin Lin (2007) – cortometraggio
- Finishing the Game: The Search for a New Bruce Lee, regia di Justin Lin (2007)
- Exit, regia di Joseph Silver (2010)
- Fast & Furious 5 (Fast Five), regia di Justin Lin (2011) – produttore esecutivo
- Internet Icon (2012) – reality show
- Always You – miniserie TV (2012) – produttore esecutivo
- BFFs – serie TV, 6 episodi (2012) – produttore esecutivo
- KevJumba Takes All – serie TV, 1 episodio (2012) – produttore esecutivo
- Ground Game – miniserie TV (2012) – produttore esecutivo
- Double, regia di Woo Ming Jin (2012) – cortometraggio
- Akuma no denbu, regia di Noboru Iguchi (2012) – cortometraggio
- The Book Club – serie TV, 6 episodi (2012) – produttore esecutivo
- Vesuvius, regia di Erik Matti (2012) – cortometraggio
- Silent Terror – miniserie TV (2012) – produttore esecutivo
- MotherLover – serie TV, 6 episodi (2012) – produttore esecutivo
- Reality Reboot – miniserie TV (2012) – produttore esecutivo
- Squad 85 – serie TV, 4 episodi (2012) – produttore esecutivo
- Dr0ne – serie TV (2012) – produttore esecutivo
- Fast & Furious 6 (Fast & Furious 6), regia di Justin Lin (2013) – produttore esecutivo
- Scorpion – serie TV (2014) – produttore esecutivo
- Fast & Furious 9 - The Fast Saga (F9: The Fast Saga), regia di Justin Lin (2021)
- Space Jam: New Legends (Space Jam: A New Legacy), regia di Malcolm D. Lee (2021)
- Fast X, regia di Louis Leterrier (2023)

### Sceneggiatore
- Shoppings for Fangs, regia di Justin Lin (1997)
- Crossover, regia di Justin Lin (2000) – documentario
- Better Luck Tomorrow, regia di Justin Lin (2002)
- La revolución de Iguodala!, regia di Justin Lin (2007) – cortometraggio
- Finishing the Game: The Search for a New Bruce Lee, regia di Justin Lin (2007)

### Attore
- Better Luck Tomorrow, regia di Justin Lin (2002) – cameo non accreditato